# Port de Leppneeme
Le port de Leppneeme (estonien : Leppneeme sadam, code EE LEP) est un port dans la  commune de Viimsi en Estonie.

## Présentation
Le port de Leppneeme est un port de pêche et de plaisance situé dans la péninsule de Viimsi.

## Histoire
En 2007, la municipalité de Viimsi a commandé des travaux de construction dans les ports de Leppneeme et Kelnase et le dragage de la voie navigable, dont le coût total, hors TVA, s'est élevé à 2,1 millions d'euros.
L'été 2013, la construction d'une jetée de protection de 140 mètres et la rénovation de la jetée du port de pêche ont commencé et se sont achevées le 30 mai 2015.
Fin 2021, la municipalité a entamé des négociations pour transférer les ports de Kelnase et Leppneeme à l'État. Il a également été estimé que les ports pourraient nécessiter des travaux de construction d'un montant d'au moins 8,15 millions d'euros.

## Ligne Lepneme-Kelnase

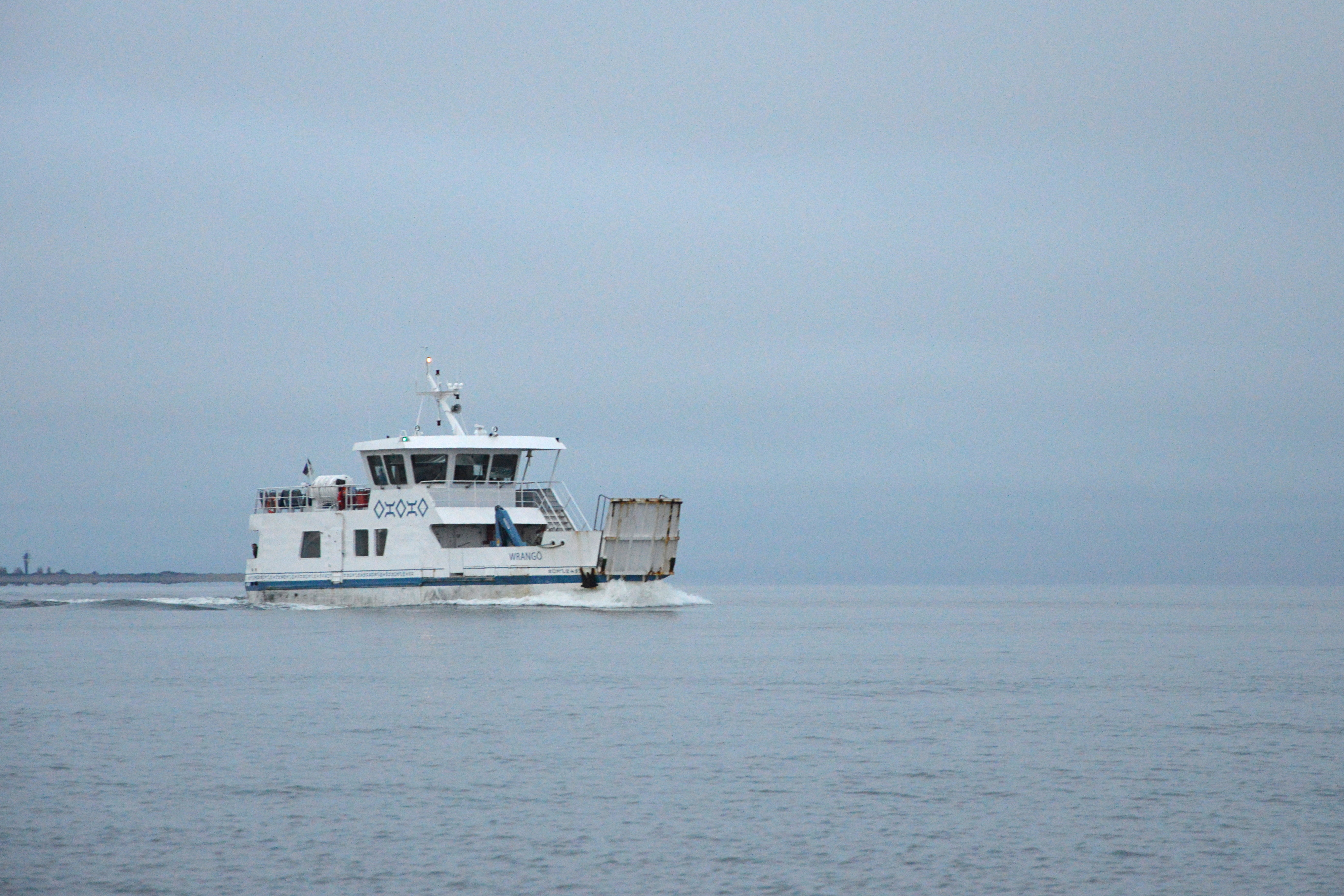
Le Wrangö.

Depuis le port de Lepneme, la ligne maritime de Prangli se rend au port de Kelnase.
Entre 1996 et 2010, le traversier Helge (et) a assuré cette ligne, qui pouvait accueillir jusqu'à 36 passagers. Au plus, jusqu'à 1 300 voyages ont été effectués chaque année et jusqu'à 15 000 passagers ont été desservis.
En 2010, le navire à passagers Vesta (et), qui pouvait accueillir jusqu'à 47 passagers, a été mis en service.
À partir de la même année 2010, la ligne maritime était exploitée par Kihnu Veeteed AS., qui a été reprise par Tuule Liinid le 18 décembre 2018,.
Depuis 2013, le  ferry Wrangö (et) circule entre Prangli et le continent.
Le Wrangö dispose de 72 sièges passagers et le navire peut accueillir deux voitures ou un camion d'un poids total allant jusqu'à 10 tonnes.
En 2019, le navire a transporté 747 véhicules.
En 2022, la route de Wrangö a transporté un record de 29 467 passagers.
En octobre 2020, la municipalité a signé un contrat avec Tuule Liinid OÜ pour desservir la ligne pendant les quatre prochaines années, avec laquelle 6 000 trajets ont été commandés.
Le montant du contrat s'élevait à près de 2,4 millions d'euros.

## Galerie

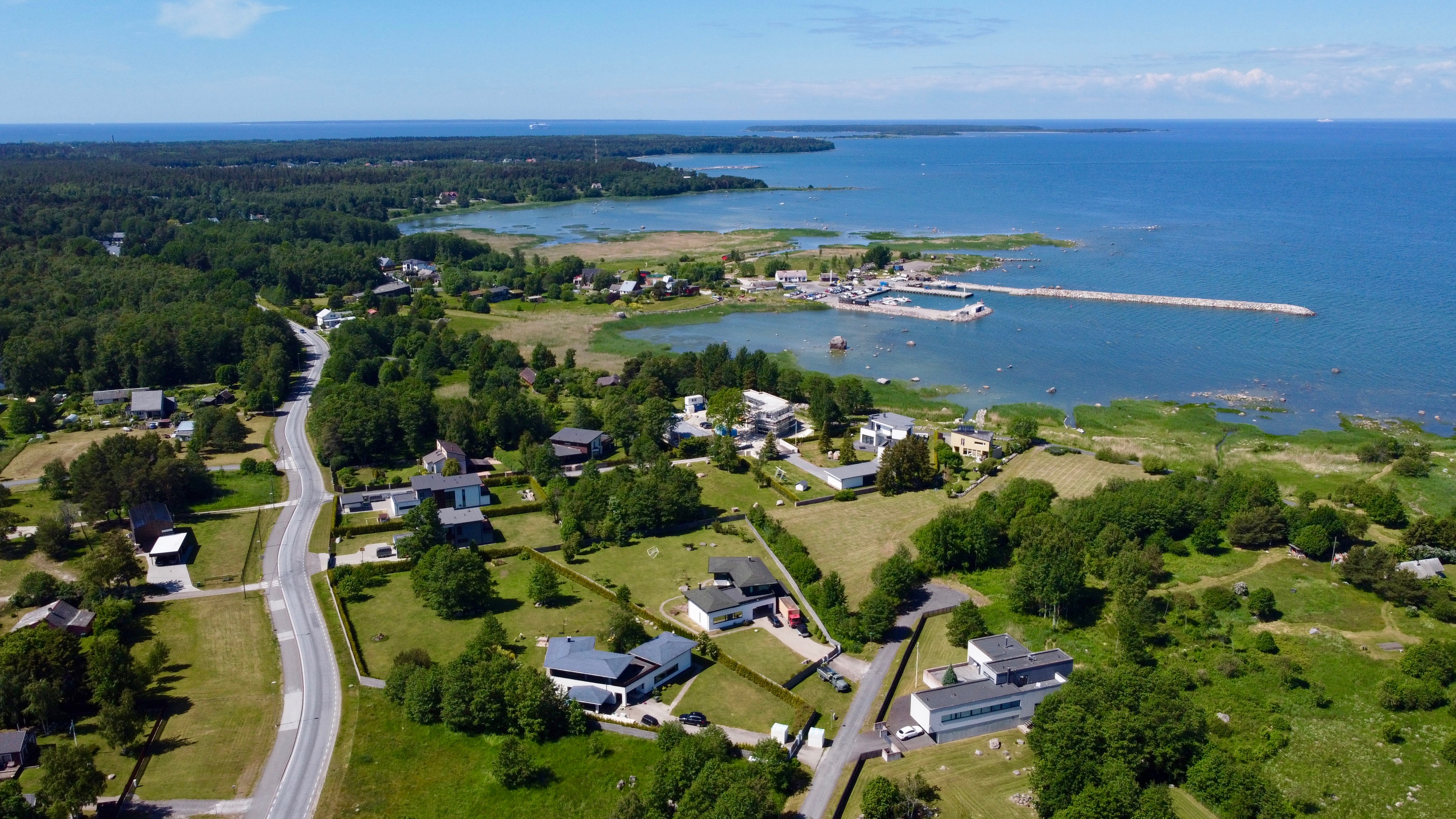
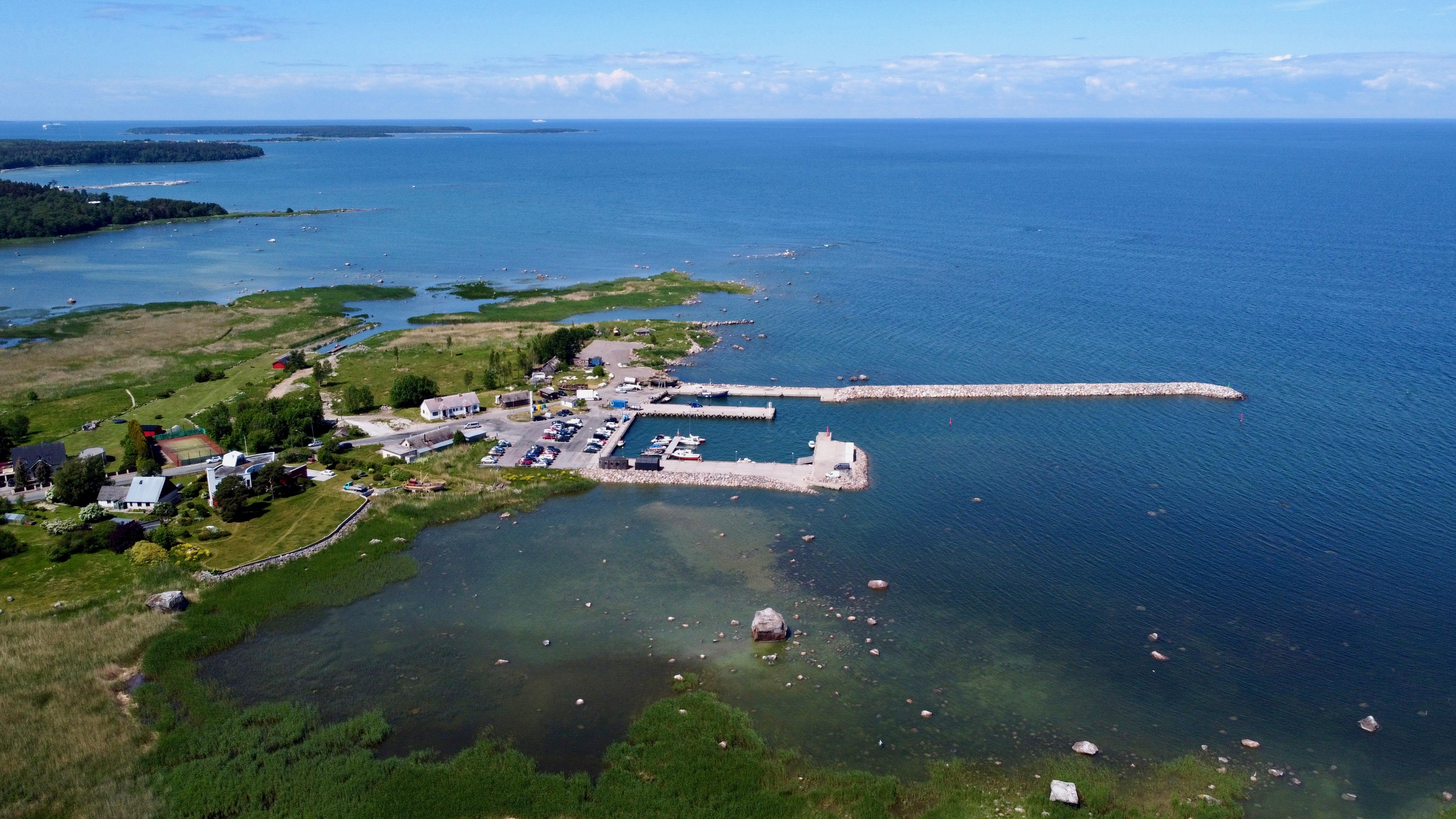
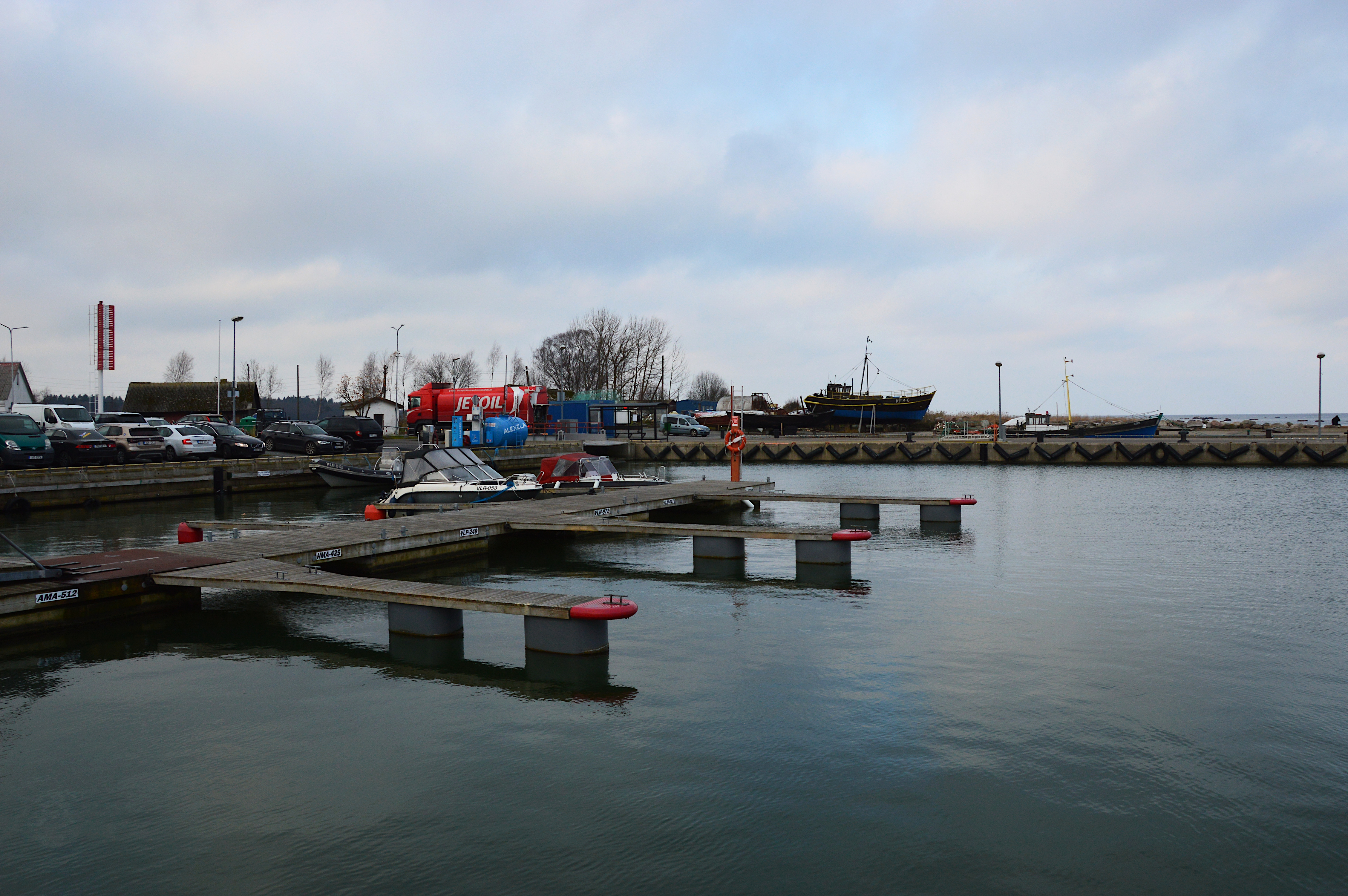